# Fasone
Un fasone è una quasiparticella che esiste nei quasicristalli a causa della loro specifica struttura di reticolo quasiperiodico. Simile al fonone, il fasone è associato con il moto atomico. Tuttavia, mentre i fononi sono correlati alla traslazione degli atomi, i fasoni sono associati ai riordinamenti atomici. Da queste nuove disposizioni risultano onde che descrivono la posizione degli atomi nel cristallo, la fase di mutamento, perciò il termine "fasone". 
La teoria idrodinamica dei quasicristalli prevede che la tensione convenzionale (fonone) si attenui rapidamente. Diversamente, il rilassamento della tensione del fasone è diffusivo ed è molto più lento.  Pertanto, i quasicristalli metastabili cresciuti tramite il rapido raffreddamento della fusione mostrano la tensione del fasone incorporato  associata agli spostamenti e agli ampliamenti dei raggi X e ai picchi di diffrazione elettronica.